# 宸襟
| ウィキペディアには「宸襟」という見出しの百科事典記事はありません（タイトルに「宸襟」を含むページの一覧/「宸襟」で始まるページの一覧）。 代わりにウィクショナリーのページ「宸襟」が役に立つかもしれません。 |